# De doorbraak (Zijlstra)
De doorbraak is de derde cd van de band Zijlstra.
Het album kwam eind 2004 uit.

## Tracklist
1. Ik zie wel
2. Je bent zo lekker lelijk
3. Blijft het zo
4. Speeldier
5. Buckle up
6. Breek
7. Draag me
8. Tijger
9. Ellen
10. Hunkeren
11. Zwanenzang
12. Herhaal
13. Voor elkaar
14. Schaatsen in Noord-Holland
15. Ga niet weg